# 熱寫生
熱寫生（Heat Sketch），成立於2018年，為台灣獨立樂團，其成員由雙主唱兼吉他手曾立宇（曾立）、阮莉惠（阮瞇）、Bass手阿弘、鼓手來來及吉他手小周所組成。
2022年，熱寫生於社群媒體宣布即將停止所有樂團相關活動。5月21日，樂團在「大團誕生台中場」進行最後一次公開演出。

## 音樂作品

### 專輯
| #   | 專輯資料 | 曲目 |
| 1st | 《 豆皮少年》 - 數位發行日期：2020年2月 - 實體發行日期：2020年5月 - 發行公司：自主練習工作室 - 語言類型：國語 | 1. 愛與膠囊(Love & Capsule) 2. 在船底搔癢(Underwater Ticking) 3. 塔悠(Tayo) 4. 漁夫(Fisherman) 5. 青元春朗(Weather Folk) 6. 貓(Cat) 7. 豆皮少年(Yuba Youth Pt.1) 8. 山洞(Cave) 9. 客雅大道(Keya Boulevard) 10. 每朝換季練習(Daily Practice) 11. 豆皮少年 Pt.2(Yuba Youth Pt.2) |

### EP
| #   | 專輯資料                                                                                      | 曲目                                                                                                  |
| 1st | 《 歪的你熟睡像座山脈》 - 數位發行日期：2021年6月 - 發行公司：自主練習工作室 - 語言類型：國語 | 1. 歪的你 2. 熟睡像座山脈                                                                             |
| 1st | 《 歪的你熟睡像座山脈》 - 實體發行日期：2021年8月 - 發行公司：自主練習工作室 - 語言類型：國語 | Side A 1. 歪的你 2. 熟睡像座山脈 Side B 1. 歪的你(DJ Lottery樂透 Remix) 2. 熟睡像座山脈(范仲瑜 Remix) |

## 獎項紀錄
| 年份   | 屆次             | 專輯               | 獎項           | 入圍                 | 結果 |
| ------ | ---------------- | ------------------ | -------------- | -------------------- | ---- |
| 2020年 | 第11屆金音創作獎 | 熱寫生《豆皮少年》 | 最佳搖滾歌曲獎 | 熱寫生〈在船底搔癢〉 | 提名 |
| 2020年 | 第11屆金音創作獎 | 熱寫生《豆皮少年》 | 最佳新人獎     | 熱寫生《豆皮少年》   | 提名 |
| 2021年 | 第32屆金曲獎     | 熱寫生《豆皮少年》 | 最佳新人獎     | 熱寫生《豆皮少年》   | 提名 |

## 外部連結
- 熱寫生的Facebook專頁
- 熱寫生的Instagram帳戶
- YouTube上的熱寫生頻道